# Törelbrännan
Törelbrännan este o arie protejată (arie specială de conservare — SAC, sit de importanță comunitară — SCI) din Suedia întinsă pe o suprafață de 45,9 ha, integral pe uscat.

## Localizare
Centrul sitului Törelbrännan este situat la coordonatele 63°57′55″N 20°27′07″E / 63.9652°N 20.452°E.

## Înființare
Situl Törelbrännan a fost declarat sit de importanță comunitară în decembrie 1995 pentru a proteja un număr necunoscut de specii din flora spontană și fauna sălbatică aflate în arealul zonei. Situl a fost protejat și ca arie specială de conservare în martie 2011.

## Biodiversitate
Situată în ecoregiunea boreală, aria protejată conține 2 habitate naturale: Taiga vestică, Turbării Aapa.
La baza desemnării sitului se află un număr nedeclarat de specii protejate.